# INS Vikrant (R11, 2013)
INS Vikrant (R11, Project 71) je letadlová loď s konvenčním pohonem a konfigurací letové paluby STOBAR, kterou provozuje indické námořnictvo. Je označována jako vedoucí loď třídy Vikrant, přičemž druhá jednotka k roku 2022 stále nebyla objednána. Ve službě je od září 2022. Je to první letadlová loď vyvinutá a postavená domácím průmyslem.

## Stavba

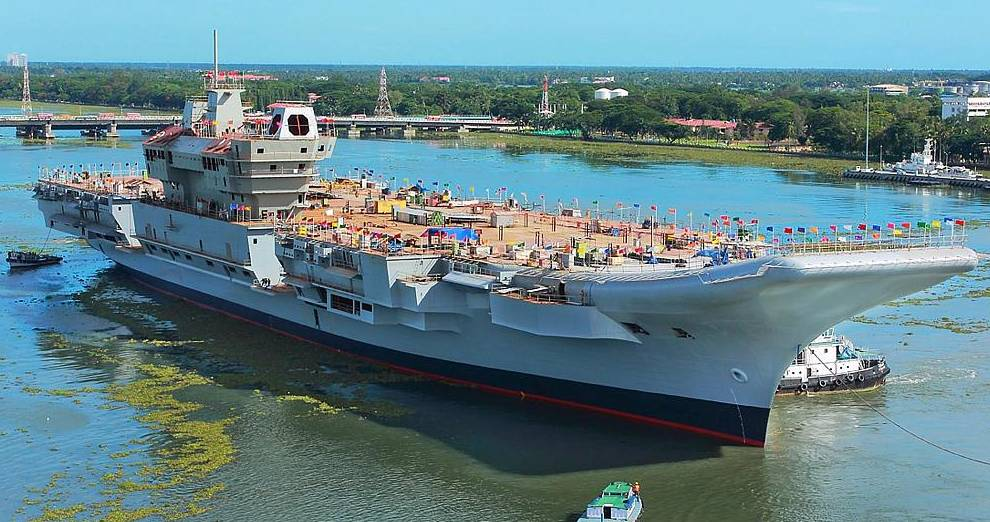
Vikrant v loděnici Cochin Shipyard Limited v roce 2015

Letadlová loď Vikrant byla objednána v roce 2004. Její kýl byl založen 28. února 2009 v loděnici Cochin Shipyard Limited. Dne 12. srpna 2013 byl Vikrant spuštěn na vodu. Indické námořnictvo jej oficiálně převzalo 28. července 2022. Do služby byl přijat 2. září 2022.
Dne 6. února 2023 na plavidle poprvé přistály palubní letouny HAL Tejas a MiG-29K.

## Výzbroj

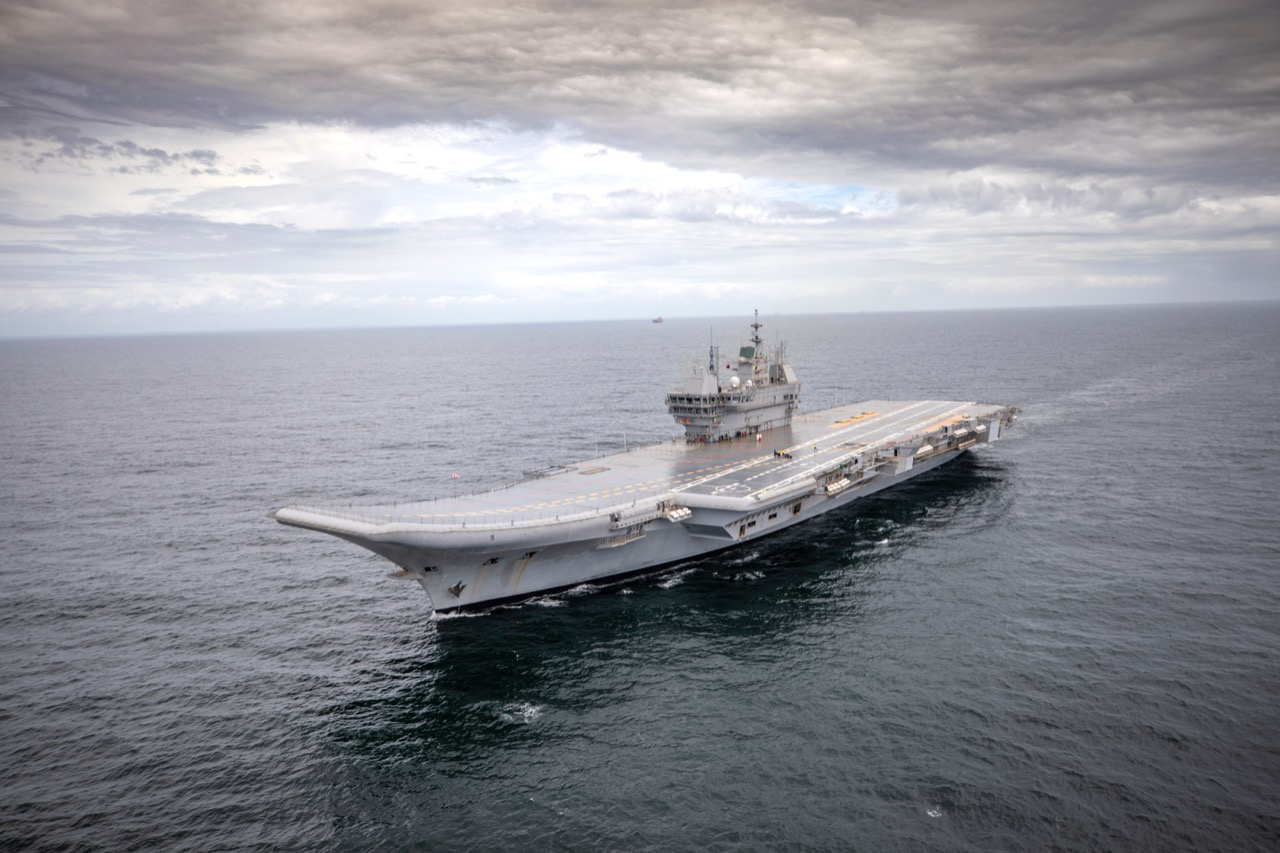
Vikrant během zkoušek

Vikrant má být vyzbrojena čtyřmi 76mm kanóny Otobreda, dvěma dvaatřicetinásobnými vertikálními odpalovacími systémy pro celkem šedesát čtyři protiletadlových řízených střel středního dosahu Barak 8 a čtyřmi 30mm kanónovými systémy blízké obrany AK-630. Z paluby by mělo operovat 30 až 34 letadel, z toho 20 letounů MiG-29K a kombinace vrtulníků Ka-31, MH-60R nebo HAL Dhruv.